# Elsa Benítez
Elsa Benítez (* 8. Dezember 1977 in Hermosillo, Sonora, Mexiko) ist ein mexikanisches Fotomodell.

## Biographie
Sie startete ihre Karriere nach dem Gewinn eines Modellwettbewerbs in Costa Rica im Jahr 1995. Nachdem Linda Evangelista eines ihrer Jugendidole war, entschied sie sich ihrem Traum einer Modellkarriere zu folgen. Ersten Auftritten in Mexiko folgten bald weitere in den USA und in Europa.
Im Jahr 1996 erschien sie insgesamt drei Mal auf der Titelseite der italienischen „Vogue“-Ausgabe: im April, August und schließlich im September. Nach einem Vertrag mit der Elite Modelagentur erschien sie auf den Titelseiten vieler Magazine wie „Elle“, „Glamour“, „Mademoiselle“, „Marie Claire“ und weiteren.
Weitere Engagements in Werbekampagnen folgten. Sie arbeitete für Dolce & Gabbana, Macy’s, Episode, I-N-C, J. Crew, Óscar de la Renta, Rena Lange, Nine West, Valentino, Jones New York und Victoria’s Secret. 1999 erschien sie im Pirelli-Kalender. Elsa Benitez plant außerdem ins Filmgeschäft einzusteigen und hat dafür Schauspielunterricht genommen. Sie hofft in spanischen und englischen Produktionen aufzutreten.
Sie war mit dem früheren NBA-Spieler Rony Seikaly verheiratet. Die Ehe, aus der eine Tochter hervorging, wurde im Sommer 2005 geschieden.
Benítez wurde als Moderatorin von Mexico’s Next Topmodel bestätigt.